# IC 650
IC 650 ist eine Spiralgalaxie mit ausgedehnten Sternentstehungsgebieten vom Hubble-Typ Sc/P im Sternbild Wasserschlange südlich der Ekliptik. Sie ist schätzungsweise 355 Millionen Lichtjahre von der Milchstraße entfernt und hat einen Durchmesser von etwa 85.000 Lichtjahren.

Im selben Himmelsareal befinden sich u. a. die Galaxien NGC 3421, NGC 3402, IC 647.
Das Objekt wurde am 21. April 1892 vom französischen Astronomen Stéphane Javelle entdeckt.